# يان تورنر (لاعب دوري الرغبي)
يان تورنر (بالإنجليزية: Ian Turner) هو لاعب دوري الرغبي أسترالي، ولد في 28 مايو 1970 في وارويك في أستراليا.